# گژگوش تورنائو
گژگوش یرژی تورنائو (لهستانی: Grzegorz Jerzy Turnau؛ زادهٔ ۳۱ ژوئیهٔ ۱۹۶۷) موسیقی‌دان، ترانه‌سرا، خواننده، نوازنده پیانو و تهیه‌کننده موسیقی اهل لهستان است.
او تا کنون ۱۱ آلبوم موسیقی به بازار منتشر کرده‌است و بیشتر ترانه‌هایش در جدول موسیقی لهستان، موفقیت چشمگیری داشته‌اند.
وی یکی از هنرمندان کابارهٔ ادبی-هنری پیونیتسا پد بارانامی است.